# Glyptothorax punjabensis
Glyptothorax punjabensis es una especie de peces de la familia Sisoridae en el orden de los Siluriformes.

## Morfología
• Los machos pueden llegar alcanzar los 11,5 cm de longitud total.

## Distribución geográfica
Se encuentra en el Pakistán.